# Гришко, Григорий Елисеевич
Григорий Елисеевич Гришко (12 (25) января 1906, с. Фёдоровка, Фёдоровская волость, Александрийский уезд, Херсонская губерния, Российская империя — 9 февраля 1959, Киев, Украинская ССР, СССР) — советский украинский партийный и государственный деятель. Первый секретарь Киевского обкома КП(б) / КП Украины (1952—1957). Генерал-майор интендантской службы (11 июля 1945).

## Биография
Родился 12 (25) января 1906 в селе Фёдоровка Фёдоровской волости Александрийского уезда Херсонской губернии Российской империи (ныне село Великофёдоровка в составе Казанковской поселковой общины Баштанского района Николаевской области Украины), в семье крестьянина-бедняка.
Учился сельской школе и вечерней кооперативной профшколе, а в 1932 году вступил в ряды ВКП(б).
В 1933 году был назначен на должность агронома-инспектора межобластной комиссии по определению урожая, с 1934 года — заведующий учебной частью и преподавателя Одесского сельскохозяйственного института при отсутствии диплома; исполнял обязанности заместителя директора института. После окончания этого института в 1936 году — ответственный контролёр Комиссии партийного контроля при ЦК ВКП(б) по Одесской области, в 1937 год-1939 годах — начальник Николаевского областного земельного отдела.
Постановлением Политического бюро ЦК КП Украины № 860-оп в ноябре 1939 года был назначен на должность председателя исполнительного комитета Волынского областного совета депутатов трудящихся.
С 1941 года — уполномоченный ЦК КП(б) Украины по оборонным мероприятиям в Киеве и Харькове, с августа 1942 года — член Военного Совета 4-й танковой армии, с октября того же года — член Военного Совета 65-й армии по тылу. Воевал на Юго-Западном, Донском, Сталинградском, Центральном, 1-м и 2-м Белорусских фронтах.
- 1946—1949 гг. — председатель исполнительного комитета Тернопольского областного совета,
- 1949—1951 гг. — первый секретарь Херсонского областного комитета КП(б) Украины,
- 1951—1952 гг. — секретарь ЦК КП(б) Украины,
- 1952—1957 гг. — первый секретарь Киевского областного комитета КП Украины.

С февраля 1957 года — инспектор ЦК КП Украины.
Кандидат в члены ЦК КПСС (с февраля 1956 года), член Центральной Ревизионной Комиссии КПСС (1952—1956). Депутат Верховного Совета СССР 2—4 созывов.
Кандидат в члены Политического бюро-Бюро-Президиума ЦК КП(б)-КП Украины (1952—1957). Член Организационного бюро ЦК КП(б) Украины (1951—1952).
Похоронен в Киеве на Байковом кладбище.

## Награды и звания
- Четыре ордена Ленина (в т.ч. 29.05.1945; 06.02.1956)
- Три ордена Красного Знамени (23.09.1943; 23.07.1944; 10.04.1945)
- Орден Отечественной войны 1-й степени (04.02.1943)
- медали
- Орден «Virtuti Militari» IV класса (Польша)